# 伯納茲鎮區 (新澤西州)
伯納茲鎮區（英語：Bernards Township）是位於美國新澤西州薩默塞特縣的一個鎮區。

## 地方資料
伯納茲鎮區的面積為63.01平方千米，當中陸地面積為62.68平方千米，而水域面積為0.33平方千米。根據2020年美國人口普查的數據，當地共有人口27830人，而人口密度為每平方千米441.68人。